# Biosfeerreservaat Zjigoeljovski
Biosfeerreservaat Zjigoeljovski, officieel I.I. Sprygin Staatsbiosfeerreservaat Zjigoeljovski  (Russisch: Жигулёвский государственный природный биосферный заповедник им. И.И. Спрыгина) is een strikt natuurreservaat gelegen in de oblast Samara in Europees Rusland. De oprichting tot zapovednik vond plaats op 4 oktober 1966 per decreet (№ 812/1984) van de Raad van Ministers van de Russische SFSR en heeft een oppervlakte van 231,57 km². Ook werd er een bufferzone van 3,16 km² ingesteld. Op 27 oktober 2006 werd Zjigoeljovski toegevoegd aan de lijst van biosfeerreservaten onder het Mens- en Biosfeerprogramma (MAB) van UNESCO.

## Geschiedenis
De geschiedenis van het gebied gaat terug naar de oprichting van "Zapovednik Midden-Wolga" op 19 augustus 1927, wat lag op het huidige grondgebied van Biosfeerreservaat Zjigoeljovski. Het reservaat stond destijds onder leiding van de natuuronderzoeker Ivan Ivanovitsj Sprygin. In de jaren '30 van de twintigste eeuw volgden meerdere uitbreidingen van het grondgebied en in 1935 werd het reservaat hernoemd tot "Zapovednik Koejbysjev". De Tweede Wereldoorlog heeft echter een dramatisch effect op het gebied gehad. Veel medewerkers moesten meevechten op het front en in 1942 begon het uit de grond halen van aardolie in het reservaat. De olieproductie in het gebied zorgde ervoor dat er oliepijpleidingen, elektriciteitsleidingen en geasfalteerde wegen door het gebied werden aangelegd. De olieproductie zorgde er ook voor dat de bodem verontreinigd raakte en om bosbranden te voorkomen werden de bossen rondom de olievelden gekapt. Na deze hevige menselijke ingrepen in het gebied werd Zapovednik Koejbysjev in 1951 opgeheven, samen met vele andere zapovedniks in Rusland. In 1959 werd het gebied als zapovednik hersteld, onder de huidige naam, maar werd alweer opgeheven in 1961. De definitieve heroprichting volgde op 4 oktober 1966.

## Kenmerken
Biosfeerreservaat Zjigoeljovski is gelegen in het midden van de Zjigoelihoogte, dat deel uitmaakt van de Boog van Samara. De Boog van Samara zorgt ervoor dat de Wolga hier een meer dan 200 kilometer lange boog maakt rondom de Zjigoelihoogte. De Zjigoelihoogte vormt een plateau dat van tektonische oorsprong is en gevormd werd tijdens het Carboon en Perm. De meestvoorkomende terreintypen zijn geërodeerde karstlandschappen en steile kloven. De bovenste sedimentslagen in Zjigoeljovski bestaan voornamelijk uit dolomiet en kalksteen. Biosfeerreservaat Zjigoelovski deelt de Bocht van Samara met Nationaal Park Boog van Samara.

## Dierenwereld
Zoogdieren die in Biosfeerreservaat Zjigoeljovski voorkomen zijn onder meer het wild zwijn (Sus scrofa), eland (Alces alces), Siberisch ree (Capreolus pygargus), wolf (Canis lupus), Aziatische das (Meles leucurus), franjestaart (Myotis nattereri) en noordse vleermuis (Eptesicus nilssonii). In Biosfeerreservaat Zjigoeljovski zijn maar liefst 230 vogelsoorten vastgesteld. Van deze soorten komen er 127 tot broeden in het gebied. Hiertussen bevinden zich soorten als witrugspecht (Dendrocopos leucotos), grijskopspecht (Picus canus), withalsvliegenvanger (Ficedula albicollis) en kleine vliegenvanger (Ficedula parva). In opener gebieden kunnen soorten als sperwergrasmus (Sylvia nisoria), ortolaan (Emberiza hortulana) en kwartel (Coturnix coturnix) worden aangetroffen.